# Прегольська ТЕС
54°39′32″ пн. ш. 20°35′21″ сх. д. / 54.65889° пн. ш. 20.58917° сх. д.
Прегольська ТЕС – теплова електростанція, що знаходиться у Калінінградській області Росії.
У 2019 році на майданчику станції ввели в експлуатацію чотири однотипні енергоблоки номінальною потужністю по 113,8 МВт. У кожному з них одна газова турбіна потужністю 77,9 МВт (виготовлена компанією «Русские газовые турбины» по ліцензії компанії General Electric на виробництво турбін типу 6F.03) живить через котел-утилізатор одну парову турбіну з показником 360 МВт. Паливна ефективність станції становить 51,8%.
Як паливо ТЕС використовує природний газ, постачений по системі Краснознаменськ – Калінінград.
Видача продукції відбувається по ЛЕП, що працює під напругою 330 кВ.